# Olympische Jugend-Sommerspiele 2010/Teilnehmer (Samoa)
| Gelbes Symbol für Goldmedaillen mit stilisierten Olympischen Ringen | Graues Symbol für Silbermedaillen mit stilisierten Olympischen Ringen | Braundes Symbol für Bronzemedaillen mit stilisierten Olympischen Ringen |
| ------------------------------------------------------------------- | --------------------------------------------------------------------- | ----------------------------------------------------------------------- |
| —                                                                   | —                                                                     | —                                                                       |

Die Jugend-Olympiamannschaft aus Samoa für die I. Olympischen Jugend-Sommerspiele vom 14. bis 26. August 2010 in Singapur bestand aus drei Athleten. Sie konnten keine Medaille gewinnen.

## Athleten nach Sportarten

### Gewichtheben
Mädchen
- Iuniarra Simanu
Klasse ab 63 kg: 8. Platz

### Leichtathletik
Jungen
- Emau Toluono
100 m: 29. Platz

### Schwimmen
Mädchen
- Rohane Crichton
50 m Freistil: 52. Platz
50 m Rücken: 20. Platz